# AKEMI (モデル)
小林 明実（こばやし あけみ、1981年3月10日 - ）は、日本のファッションモデル、女優。東京都出身。オスカープロモーション所属。
旧芸名は、小林あけみ、小林明美、AKEMI。アニメーターの小林明美とは別人である。

## 略歴
- 父方の祖父と母が中国人、父方の祖母は日本人。弟1人妹3人がいる5人兄弟の長女。
- 13歳の時にモデルデビュー[3]。
- 当初の所属事務所はフロス。その後リエヴェを経てオスカープロモーションに移籍した。

## 人物
- 自身の31歳の誕生日である2012年3月10日、会社員の一般男性と結婚[4]。同年9月20日に第1子男児[5]、2017年2月22日に第2子女児[6]、2020年2月に第3子男児を出産した[7]。

### 交友関係
- 佐藤江梨子は中学校の後輩である[8]。

## 出演

### テレビ
- 女神系GOLF（2008年10月 - 2009年3月、テレビ朝日）
- バラ色の聖戦（2011年9月 - 10月、テレビ朝日） - レイ 役
- 4夜連続ドラマ O-PARTS〜オーパーツ〜（2012年2月 - 3月、フジテレビ） - ファイ 役

### 映画
- PARTY7（2000年12月16日、東北新社） - ミツコシカナ 役
- DRIVE（2002年8月22日、IMJエンタテインメント/TBS/毎日放送）
- アンテナ（2004年1月10日、オフィスシロウズ/ケングルーヴ）
- FLOWERS*（2005年6月11日、ブロードバンドテレビ）
- 天使（2006年1月21日） - 恵美 役
- REDLINE（2010年10月9日） - ボスボス 役（声の出演）[9]

### CM
- ケンタッキーフライドチキン「クリスマスキャンペーン」（1994年）
- サントリー「カンフー」（1995年）※ ランニング編で香取慎吾と共演
- P&G ウルトラアリエール（1995年）
- ソニー・コンピュータエンタテインメント プレイステーション（1995年）
- 日本農産工業 ヨード卵・光（1995年）
- 明治マクビティ マクビボール（1995年）
- 東京ディズニーランド「ミッキーマニア」（1995年）
- 日本コカ・コーラ ファンタ（1996年）
- サントリー『イートシステム』（1998年）
- 田辺製薬（現：田辺三菱製薬）アスパラドリンク（2000年）
- 花王
  - ロリエ（2006年 - 2007年）
  - ソフィーナ パーフェクトUV（2007年 - 2008年）
- 三洋電機 W21SA
- アトレ
- 資生堂 UNO
- ニベア花王 8×4（2009年）

## 書籍

### 写真集
- 月刊小林明美（2001年10月11日発行、新潮社）　ISBN 4-10-790089-4　撮影:斎門富士男
- CHANPLOO（2002年9月30日発行、角川書店）　ISBN 4-04-853540-4　撮影:蜷川実花

### 雑誌
- エムシーシスター
- Oggi
- VoCE
- LUCi
- GLAMOROUS
- 美人百花
- CLASSY.
- VERY